# Rano Karno

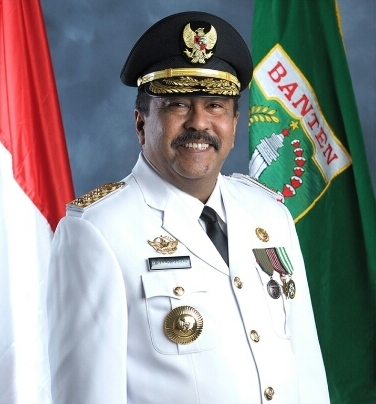
Rano Karno 2016

Rano Karno (* 8. Oktober 1960 in Jakarta) ist ein indonesischer Schauspieler und Politiker. Sein Vater war der Schauspieler Soekarno M. Noer.
Von 1997 bis 2002 war er Parlamentarier in der Beratenden Volksversammlung. Am 4. Juni 1998 wurde er für ein Jahr zum UNICEF-Botschafter ernannt. Bei den Regionalwahlen 2008 wurde er im Regierungsbezirk Tangerang zum stellvertretenden Regenten gewählt. Seit dem 11. Januar 2012 ist er stellvertretender Gouverneur der Provinz Banten.

## Filmografie (Auswahl)
- 1972: Si Doel Anak Betawi
- 1973: Di Mana Kau Ibu
- 1973: Yatim
- 1974: Rio Anakku
- 1974: Romi dan Juli
- 1977: Suci Sang Primadona
- 1977: Semau Gue
- 1979: Gita Cinta dari SMA
- 1979: Selamat Tinggal Duka
- 1980: Aladin dan Lampu Wasiat
- 1984: Yang
- 1984: Untukmu Kuserahkan Segalanya
- 1985: Ranjau-Ranjau Cinta
- 1986: Anak-Anak Malam
- 1986: Merangkul Langit
- 1987: Arini, Masih Ada Kereta Yang Lewat
- 1988: Arini II
- 1990: Taksi